# Rio Branco (Porto Alegre)
Rio Branco é um bairro nobre da cidade brasileira de Porto Alegre, capital do estado  do Rio Grande do Sul. Foi criado pela Lei 2022 de 7 de dezembro de 1959.

## Histórico

### Século XVIII
No século XVIII, durante o Brasil Colônia, a área do bairro Rio Branco fazia parte da sesmaria do madeirense Jerônimo de Ornelas, que recebera essas terras da Coroa portuguesa em 1740, embora já a habitasse desde 1732, e onde ele criava gado.

### Século XIX
No final do século XIX e início do século XX, a região onde está localizado o atual bairro Rio Branco se chamava Colônia Africana, tendo essa denominação alimentada muito provavelmente pela imprensa da época, pela formação de sua população de origem africana. As ruas que demarcavam sua localização eram Ramiro Barcelos, Mariante, Mostardeiro e Caminho do Meio (atual Protásio Alves), situadas no chamado "3º Distrito" da cidade de Porto Alegre. A região não contemplava apenas o atual Bairro Rio Branco, mas também partes do Bom Fim e Mont'Serrat. Porém, não há consenso sobre todas as ruas que compunham a região, inclusive entre ex-moradores entrevistados em pesquisas recentes.

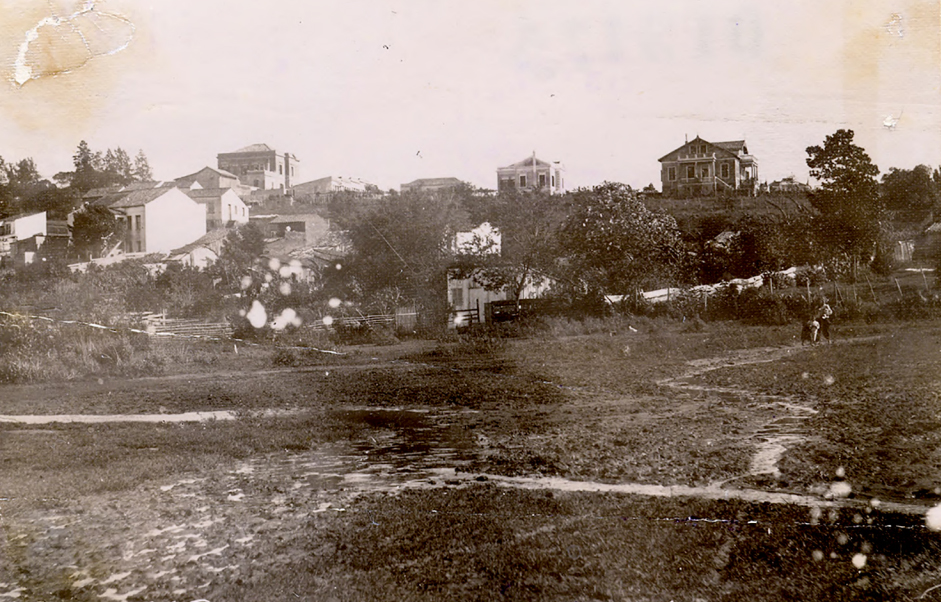
Vista parcial do início da formação da Colônia Africana, fim do século XIX

Há algumas hipóteses e possibilidades de como a população daquela área foi se estabelecer naquele local. As mais gerais dão conta do processo de desenvolvimento da cidade e de que os sujeitos indesejados na urbe foram marginalizados para espaços mais distantes, insalubres, de densa mata: características que denotavam uma baixa valorização dos terrenos, atraindo pessoas de pouca renda. Há também os recém-libertos que teriam se deslocado para lá em maior número à época da abolição da escravatura, por volta de 1884 a 1888, em Porto Alegre. Esse período concentrou o maior número de alforrias na cidade, embora seja de conhecimento que estas não tenham se dado de maneira irrestrita, à medida que havia alforrias mediante pagamento e também sob contrato de prestação de serviço, que obrigava o liberto a trabalhar por mais alguns anos para seu senhor, postergando o tempo cativo desse sujeito. Muitos desses “libertos” pós-1884 é que provavelmente deram sentido a lugares como a Colônia Africana, pois indesejados nas zonas urbanas devido a sua suposta “incivilidade” para viver na urbe burguesa, tomada pelos ideais positivistas de “ordem e progresso” foram forçados pela lógica da “modernidade urbana” a procurar áreas mais afastadas e, muito provavelmente, mais insalubres. Outra possibilidade é de que fora permitido aos ex-escravizados se estabelecerem nas áreas menos valorizadas e alagadiças de chácaras pertencentes a famílias como a Mostardeiro e a Mariante, embora não haja documentos comprobatórios até o momento de que os mesmos alforriados por estas famílias abrigaram-se em partes menos requisitadas destas chácaras. Outras hipóteses para a chegada dessas pessoas na região são os loteamentos, elemento que pode ser encontrado em jornais como A Federação, veículo de imprensa oficial do Partido Republicano Rio-grandense, e que trazia em suas páginas a compra e venda de loteamentos em logradouros um pouco mais afastados do núcleo urbano da cidade, dentre elas uma publicação de 29 de janeiro de 1894, a qual faz menção da venda de lotes sitos às ruas Castro Alves e Ramiro Barcelos, na Colônia Africana, sendo esta possivelmente uma das primeiras menções escritas sobre a região.

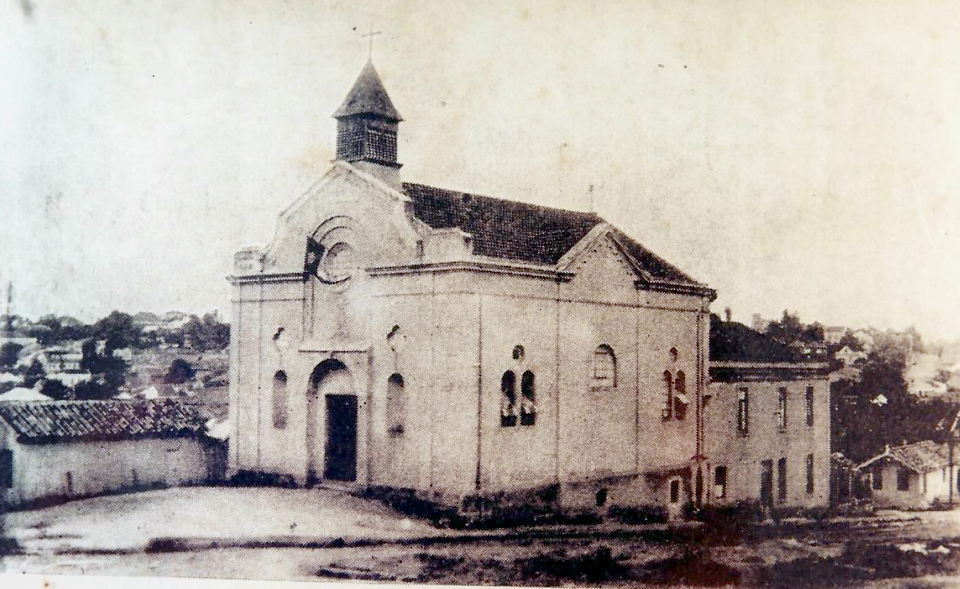
A Igreja de Nossa Senhora da Piedade em 1918

Embora tenha se caracterizado por uma maioria negra, havia também outras etnias, imigrantes europeus de diversas nacionalidades. Esta menção é importante, uma vez que a coexistência serve para não permanecermos com a visão amplamente difundida por jornais e cronistas da época de que anteriormente a Colônia Africana era uma zona primitiva e violenta, possuindo apenas negros e, posteriormente, com a entrada da comunidade judaica a região começou a evoluir. Essa coexistência alimenta a complexidade das sociabilidades locais e procura eliminar as noções temporais de um passado unicamente negro e primitivo e um presente e futuro branco e desenvolvido.
A região era representada como uma zona de criminalidade e, após uma campanha de saneamento, foi urbanizada e recebeu o atual nome, uma homenagem ao Barão do Rio Branco, na década de 1920. As inferências relacionadas à possível criminalidade da região estão amparadas em artigos de jornais e de alguns cronistas, como Ary Veiga Sanhudo, no qual dedica em um de seus livros trecho sobre a Colônia Africana. Estes artigos e crônicas tendem a representar aquele espaço de forma depreciativa, como se ali fosse “a corte do crime”. Essa campanha de saneamento foi estabelecida pelos governos positivistas que se sucederam no Rio Grande do Sul e, consequentemente, em Porto Alegre, desde o final do século XIX até o final da década de 1930. Sob o slogan de “conservar melhorando”, a cidade de Porto Alegre sofreu diversas modificações, não apenas no aspecto urbano e estrutural, das construções e paisagens, mas também em um maior regramento moral dos costumes e práticas que deveriam ser ordenadas e controladas nas zonas urbanas. Outra fonte recorrente nas pesquisas sobre a Colônia Africana, o advogado, desembargador e pesquisador Sérgio da Costa Franco também aborda o lugar trazendo elementos de “primitividade” à região, ao denotar que ela se desenvolveria e tornar-se-ia importante a partir de construções com melhor padrão.
Essas intervenções negativas feitas em jornais, crônicas ou outras pesquisas indicam uma perpetuação no imaginário social como sendo uma área nascida na criminalidade, com aspectos negativos na constituição de sua memória, a qual só passa a ter visibilidade e preocupação com melhoramentos quando já não era mais assim denominada, mas já como Rio Branco, por volta de 1918.  Na crônica de Sanhudo é possível ver as intencionalidades em destacar a “Colônia Africana” como um lugar temido, atrasado e esquecido, ao passo que quando é transformado em Rio Branco figura com bom aspecto, moderno e laborioso “bairro”.

### Século XX

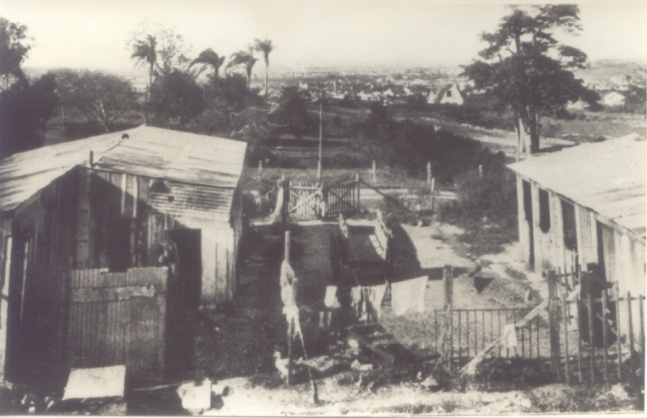
Casebres da Colônia Africana, cerca de 1922.

Pouco interesse houve por parte do poder público nesta região até o período do Plano de Melhoramentos (1914), que previa modificações de infraestrutura e embelezamento do Centro e de regiões próximas. O “Plano de Melhoramentos e Embelezamentos de 1914”, projetado pelo arquiteto João Moreira Maciel, durante a administração de José Montaury previa a modernização de Porto Alegre a partir do alongamento e criação de ruas, monumentos e todo um trabalho de arborização - algo recorrente naquele contexto, sendo também uma demanda da própria burguesia local. Embora o projeto focasse numa melhora da circulação no Centro e arredores, com diversas melhorias, a população negra e pobre que moravam em cortiços, por exemplo, eram indesejados na região central da cidade, por não estarem aptos a viver de forma “civilizada” e ordenada que a região exigia. Cabe ressaltar que essa iniciativa não se encerra no governo de José Montaury, tendo se estendido até meados da década de 1940, e com maior intensidade na execução nos governos sucessores de Otávio Rocha, Alberto Bins e Loureiro da Silva. Este último, entre 1937 e 1943, seria elaborado o denominado "Um Plano de Urbanização" (1943), em que é feito um Relatório escrito em colaboração com o urbanista Edvaldo Pereira Paiva, cuja finalidade seria justificar e dar visibilidade as decisões tomadas na primeira administração de Loureiro da Silva em Porto Alegre, quase sempre justificadas como questões de "utilidade pública". Essa sucessão de medidas tomadas contrastava com as necessidades dos moradores pobres que, “enquadrados” na lógica dos projetos da administração pública, eram empurrados para longe do centro, seja pela pressão no aspecto simbólico e social, seja pela administração pública através da força da tributação territorial ou pela pressão das autoridades policiais. No caso da Colônia Africana, a Rua Ramiro Barcelos foi afetada com os projetos de remodelamento, assim como também as ruas Henrique Dias com a rua Cabral, e também as ruas Castro Alves e Esperança (atual Miguel Tostes), todas situadas na região da Colônia Africana. Em trecho retirado do Plano de Melhoramentos é possível notar que em nome da modernização casas foram derrubadas e pessoas afastadas de suas moradias para que os “melhoramentos” fossem feitos, e evidentemente pessoas menos abastadas, em sua grande maioria negros, foram novamente empurrados para fora dos limites urbanos da cidade. “Comunicamos a rua Henrique Dias com a rua Cabral, e prolongamos a rua Francisco Lombroso. Por fim cortamos o ângulo da rua Castro Alves e rua Esperança, atualmente obstruído por construções de pouca monta”

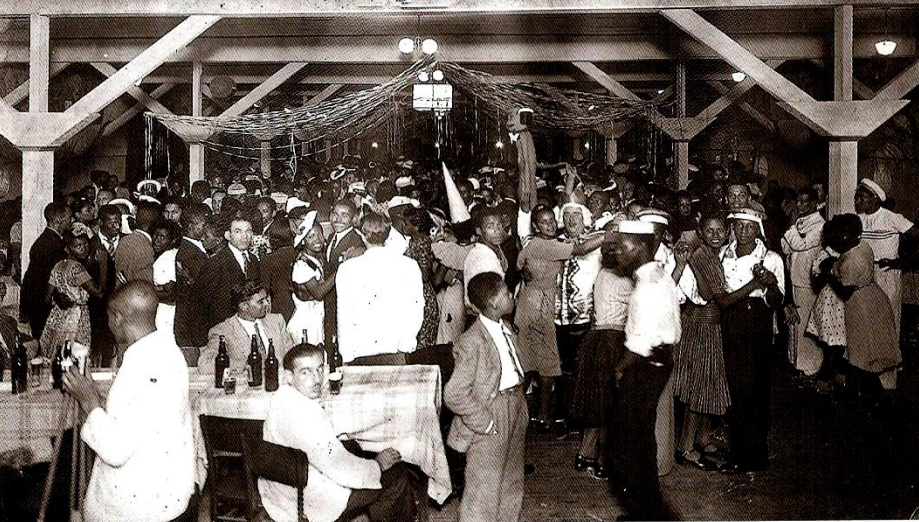
Festa no Salão Modelo da Colônia Africana em torno de 1920

O Relatório elaborado no governo de Loureiro da Silva é uma espécie de continuidade dos políticas estabelecidas no Plano de 1914, e que mistura elementos de prestação de contas e testemunhos de sua gestão, além de louvar a maior autonomia dada ao Poder Executivo para executar as desapropriações no que diz respeito a questões envolvendo saúde, de higiene, de assistência pública, de transporte. Consta em trecho do Relatório que “[...] Sobretudo a inclusão do ‘loteamento’ para fins de melhor aproveitamento econômico, estético ou higiênico, veio trazer novas possibilidades à nossa edilidade, no sentido de sanar os aleijões existentes em pleno centro da cidade. Apesar de ainda imperfeita, a instituição do loteamento deu ao poder municipal uma força inconteste para evitar o abuso até então exercido por determinadas pessoas que, por mera obstinação, procuravam entravar o embelezamento da metrópole”
O espaço da Colônia Africana, embora relegado inicialmente pelo poder público, e estigamtizado negativamente por crônicas em jornais, era um espaço de produção de sociabilidades e cultura entre os moradores, muitas das quais compõe aspectos culturais da cidade de Porto Alegre. Em trabalho do historiador Alexandre Silveira Barcelos, ele utiliza-se da história oral, entrevistando antigos moradores do local, para trazer outras reflexões sobre o imaginário da região. Diversos são os relatos que contrapõe as visões negativas sobre o local, indicando união entre famílias, diversas festas organizadas pela comunidade, e reconhecimento entre os moradores, sendo considerado, inclusive, como um foco de resistência de aspectos da cultura africana. Esse foco de resistência pode ser interpretado de diversas maneiras, algumas delas seriam através das festas e religiosidades celebradas naquela região, dando conta, por exemplo, de ressignificar espaços construídos para suas próprias liturgias. Seria o caso, por exemplo, do que chama atenção as crônicas de Ary Veiga Sanhudo, ao se surpreender com o fato de que a Capela Nossa Senhora da Piedade, construída em 1888, mas inaugurada apenas em 1913, não tenha dado nome ao arrabalde, tal qual em outros lugares, tendo permanecido  com o nome de Colônia Africana. Sobre isso, Sérgio da Costa Franco menciona o fato da possibilidade de concorrência com o “cultos afro-brasileiros”. O Historiador Eduardo Kersting, a partir de relatos de Mathias Wagner, pároco à época da então Paróquia Nossa Senhora da Piedade, percebe que essas celebrações dos “cultos afro-brasileiros” realmente existiram na Colônia Africana, e se “misturavam” a outras da fé católica, trazendo elementos de relatos como “pai de santo”, “casas de batuque”, em conversas entre moradores da região com o pároco Mathias Wagner.

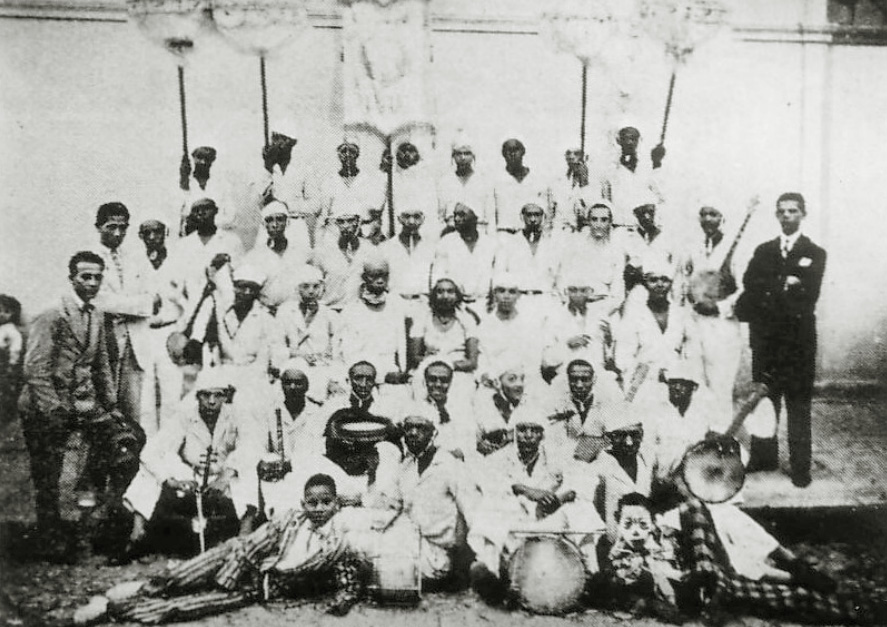
Bloco carnavalesco Os Turunas em 1931

Outro aspecto de importância para a região foi à celebração do Carnaval, o qual sofreu mudanças ao longo do tempo. De festa praticada pela elite, com carros alegóricos e roupas luxuosas, foi sendo absorvida pelas camadas populares e incorporados novos elementos, tal qual os instrumentos de percussão (bumbo e tambor). Ao passo que os clubes de elite como o Esmeralda e o Venezianos deixam de existir ao final do século XIX, distante dos centros, os becos, arrabaldes e zonas mais alagadiças, como a Colônia Africana, Cidade Baixa, Ilhota, entre outros conformavam festejos que traziam costumes e tradições africanas, europeias e indígenas expressos na forma particular da folia do Momo. Na Colônia Africana, já nos anos 1930 e 1940, festas eram organizadas pela comunidade, com sociedades mais elitizadas, mas também com os chamados “cordões populares”. Na esquina da rua Esperança (atual Miguel Tostes) com a Casemiro de Abreu ficava o principal salão de reunião dos foliões, o Ruy Barbosa, frequentado por cordões populares e grupos mais elitizados como o “Filosofia  Negra” e o “Elite”. Havia também o salão “Modelo” e o “Buenos Aires”. Dentre os cordões de carnaval, o mais conhecido era “Os Turunas”, tendo sido o coreto com grande quantidade de negros, e um dos mais vencedores nos concursos de coretos espalhados na cidade, tendo abrigado a solista Horacina Correa.
A denominação Colônia Africana sobreviveu no imaginário popular até as décadas de 1950 e 1960. A partir da década de 1910, imigrantes judeus começaram a se estabelecer por ali, vindos do bairro Bom Fim, um reduto judaico.

## Características atuais

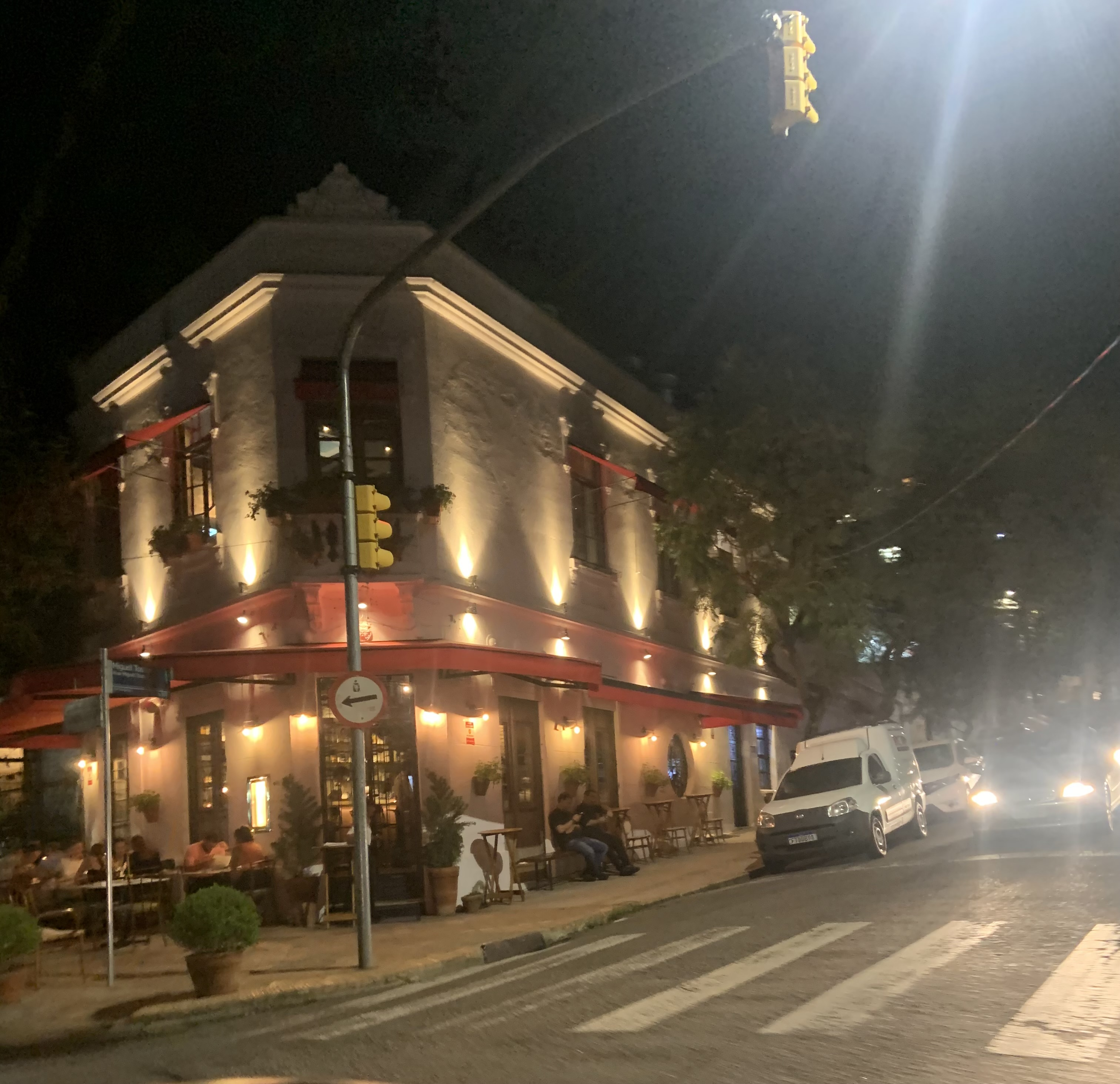
Esquina da rua Miguel Tostes com a rua Casemiro de Abreu.

No bairro localiza-se uma das duas sedes do Colégio Leonardo da Vinci, fincado entre as ruas Cabral e Coronel Paulino Teixeira, e o tradicional Colégio Metodista Americano, localizado na rua Doutor Lauro de Oliveira. Com um comércio diversificado, o bairro abriga um dos pontos mais frequentados por jovens, à noite e nos finais de tarde, com seus diversos bares, lancherias e casas noturnas.
Atualmente, o incremento da construção civil foi responsável pelo aumento do número de habitantes, sem que houvesse uma contrapartida por parte das autoridades com investimentos em infraestrutura e segurança.

## Pontos de referência
Áreas verdes
- Largo Ernesto Ordovás
- Praça Sílvio Ughini

Educação
- Colégio Israelita Brasileiro[7]
- Escola Estadual de Ensino Fundamental Roque Callage
- Centro Universitário Metodista IPA[8][9]
- Colégio Metodista Americano[10][11]
- Colégio Leonardo da Vinci, unidade Alfa[12]
- Fundação Universitária Mário Martins[13][14]

Lazer
- Associação Atlética Riograndense[15]
- Clube Caixeiros Viajantes[16][17]

Outros
- Hospital Fêmina
- Antigo Hospital Luterano de Porto Alegre (depois Álvaro Alvim).
- Igreja Nossa Senhora da Piedade[18]
- Museu Histórico Bispo Isac Aço[19]
- Palacete H. Theo Möller
- Prédio da Advocacia-Geral da União
- Escoteiros do Brasil - Região do Rio Grande do Sul[20]

## Limites atuais

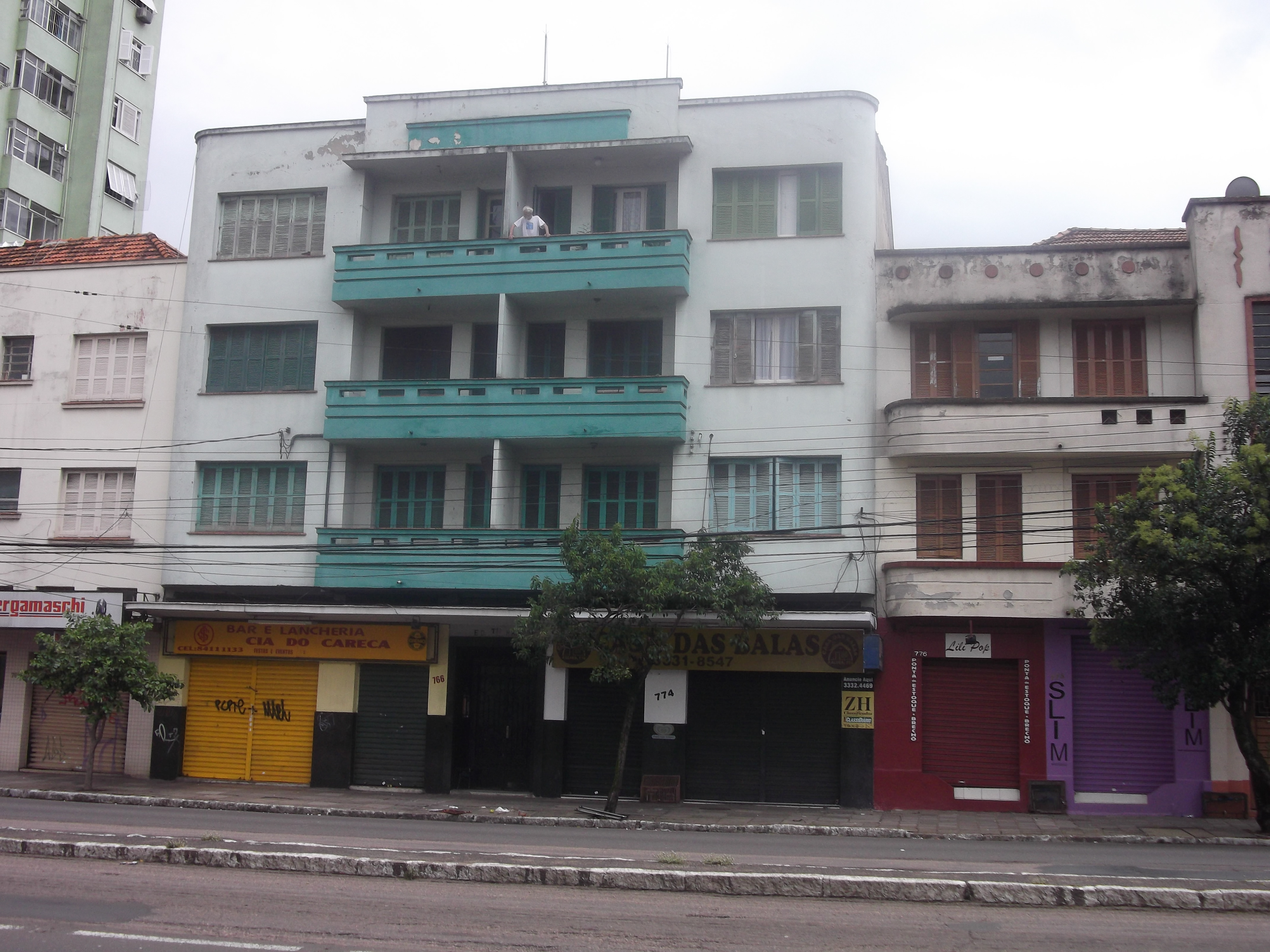
Avenida potásio alves no bairro rio branco

Avenida Osvaldo Aranha, da esquina da Rua Felipe Camarão até a Avenida Protásio Alves; desta, até a Rua Vicente da Fontoura; desta, na direção sul-norte, sempre em linha reta pela parte projetada até encontrar a Rua Coronel Bordini; da Rua Mostardeiro esquina com Rua Coronel Bordini até encontrar a Rua Felipe Camarão; desta, em toda a sua extensão, até encontrar a Avenida Osvaldo Aranha.
Seus bairros vizinhos são: Moinhos de Vento, Independência, Bom Fim, Santa Cecília, Bela Vista e Petrópolis.

## Moradores ilustres
- Tarso Genro, ex-governador do Rio Grande do Sul;[21]